# マルカッロ・コン・カゾーネ
マルカッロ・コン・カゾーネ（伊: Marcallo con Casone）は、イタリア共和国ロンバルディア州ミラノ県にある、人口約6,100人の基礎自治体（コムーネ）。

## 地理

### 位置・広がり

#### 隣接コムーネ
隣接するコムーネは以下の通り。
- ベルナーテ・ティチーノ
- ボッファローラ・ソプラ・ティチーノ
- マジェンタ
- メーゼロ
- オッソーナ
- サント・ステーファノ・ティチーノ

### 地震分類
イタリアの地震リスク階級 (it) では、4 に分類される
。

## 姉妹都市
- Bubry、フランス
- Macroom、アイルランド